# Kurzenkoiellus dasypygus
Kurzenkoiellus dasypygus là một loài ruồi trong họ Asilidae. Kurzenkoiellus dasypygus được Loew miêu tả năm 1849.